# Buchnera weberbaueri
Buchnera weberbaueri är en snyltrotsväxtart som beskrevs av Friedrich Ludwig Diels. Buchnera weberbaueri ingår i släktet Buchnera och familjen snyltrotsväxter. Inga underarter finns listade i Catalogue of Life.